# ریمارلا
رِیْمارْلا (به فنلاندی: Reimarla) یک منطقهٔ مسکونی در فنلاند است که در هلسینکی واقع شده‌است. ریمارلا ۱٫۲۲ کیلومتر مربع مساحت و ۴٬۶۹۸ نفر جمعیت دارد.